# Feleacu
Feleacu (deutsch Fleck, ungarisch Erdőfelek) ist eine Gemeinde an einem gleichnamigen Höhenzug in der Region Siebenbürgen in Rumänien. Sie liegt im Kreis Cluj südlich der Stadt Cluj-Napoca (Klausenburg). Von den Hügeln des Dorfes hat man einen schönen Panoramablick auf Cluj-Napoca. Der Gipfel des Höhenzuges ist mehr als 700 Meter hoch.

## Geschichte
Die erstmalige urkundliche Erwähnung erfolgte 1367. Im 14. bis 15. Jahrhundert wurde in Feleacu in Anerkennung bereits existierender kirchlicher Strukturen durch das Ökumenische Patriarchat eine Metropolie der Rumänisch-Orthodoxen Kirche gegründet.

## Sehenswürdigkeiten
- Die Kirche von Feleacu aus dem 16. Jahrhundert mit schönen Fresken und farbigen Glasfenstern.

## Infrastruktur
In Feleacu befindet sich eine Funkübertragungsstelle mit einem 180 Meter hohen Sendemast (bei ⊙).